# エミール・ラフード
エミール・ジャミール・ラフード（Émile Geamil Lahoud、アラビア語: اميل جميل لحود, アルメニア語: Իմիլ Լահուտ;1936年1月12日 - ）は、レバノンの軍人・政治家。第17代大統領（1998年11月24日 - 2007年11月24日）。
レバノン独立運動の指導者の一人、ジャミール・ラフード将軍の息子としてベイルートに生まれる。1959年にレバノン軍に入隊し、以後軍歴を積む。レバノン内戦（1975年 - 90年）でもレバノン軍の下で軍務に就くが、1989年にアラブ連盟がターイフ宣言をまとめ上げたと見るや、上官でシリア軍への徹底抗戦の構えを見せていたミシェル・アウン将軍と袂を分かち、シリア軍が支配する西ベイルートに赴く。この背景にはシリア軍上級将校で前のシリア内相だったアリー・ハンムード将軍が深く関わっており、宣言で保証された西ベイルートにおける軍指揮官としての地位をエミールに提示されたと言われている。これを受けて、1989年から1998年まで軍の最高司令官を含む様々な要職を歴任。続いて、陸軍司令官がその職に在籍したまま大統領に立候補することができるように憲法を改正した後、1998年に大統領選に出馬、当選した。
レバノンの憲法下では、大統領の任期は1期6年に制限されていた。しかしながら2004年にシリアからの圧力で、国民議会は彼の任期をさらに3年間、2007年まで延長することを票決した。レバノンの反対派と国際的な批評家は、憲法が外国の強要下で改正されたので、任期の延長は違法だと主張している。
2007年11月23日、任期満了に伴い大統領職から退いた。